# Manchester United F.C. w sezonie 2021/2022
Sezon 2021/22 jest dla Manchesteru United 30. sezonem w Premier League i 47. sezonem z rzędu w najwyższej klasie rozgrywkowej w Anglii.
Sezon rozpoczął się 14 sierpnia 2021 roku meczem przeciwko Leeds United, wygranym przez Manchester United 5:1.
22 września 2021 roku Manchester United odpadł w 3. rundzie Puchar Ligi, przegrywając 0:1 z West Hamem United.
21 listopada 2021 roku Ole Gunnar Solskjær został zwolniony z funkcji menadżera Manchesteru United, a tymczasowym trenerem został Michael Carrick.
29 listopada 2021 roku stanowisko tymczasowego trenera Manchesteru United powierzono Ralfowi Rangnickowi.

## Mecze

### Przedsezonowe i towarzyskie
| Szczegóły meczu                                   | Wynik                                                                      | Wynik | Wynik                                  | Skład |
| ------------------------------------------------- | -------------------------------------------------------------------------- | ----- | -------------------------------------- | --- |
| 18 lipca 2021, 14:00 Pride Park Stadium           | Derby County                                                               | 1 – 2 | Manchester United                      | Heaton (46' Grant), Wan-Bissaka (46' Galbraith), Mengi (61' Fish), Tuanzebe (61' Bernard), Williams (46' Telles), Levitt (46' Pereira), Garner (46' Matić), Elanga (46' Shoretire), Mata (46' Lingard), Chong (46' Pellistri), Greenwood (46' Hugill {78' Mejbri}) |
| 18 lipca 2021, 14:00 Pride Park Stadium           | 70' Colin Kâzım-Richards                                                   |       | Tahith Chong 18' Facundo Pellistri 59' | Heaton (46' Grant), Wan-Bissaka (46' Galbraith), Mengi (61' Fish), Tuanzebe (61' Bernard), Williams (46' Telles), Levitt (46' Pereira), Garner (46' Matić), Elanga (46' Shoretire), Mata (46' Lingard), Chong (46' Pellistri), Greenwood (46' Hugill {78' Mejbri}) |
| 24 lipca 2021, 16:00 Loftus Road                  | Queens Park Rangers                                                        | 4 – 2 | Manchester United                      | Heaton (46' Grant), Wan-Bissaka, Mengi (80' Fish), Tuanzebe (78' Bernard), Williams, Pereira (66' Levitt), Matić (46' Garner), Pellistri (46' Mata), Lingard, James (46' Elanga), Greenwood (46' Shoretire)                                                        |
| 24 lipca 2021, 16:00 Loftus Road                  | 7' Charlie Austin 52' Lyndon Dykes 58' Moses Odubajo 60' Lyndon Dykes      |       | Jesse Lingard 3' Anthony Elanga 73'    | Heaton (46' Grant), Wan-Bissaka, Mengi (80' Fish), Tuanzebe (78' Bernard), Williams, Pereira (66' Levitt), Matić (46' Garner), Pellistri (46' Mata), Lingard, James (46' Elanga), Greenwood (46' Shoretire)                                                        |
| 28 lipca 2021, 21:00 Old Trafford 30 000 widzów   | Manchester United                                                          | 2 – 2 | Brentford                              | Heaton, Wan-Bissaka, Tuanzebe, Mengi, Williams (46' Dalot), Pereira (61' Garner), Matić (75' Shoretire), Mata (61' James), Lingard (75' van de Beek), Elanga (61' Pellistri), Greenwood (75' Mejbri)                                                               |
| 28 lipca 2021, 21:00 Old Trafford 30 000 widzów   | 12' Anthony Elanga 50' Andreas Pereira                                     |       | Shandon Baptiste 20' Bryan Mbeumo 77'  | Heaton, Wan-Bissaka, Tuanzebe, Mengi, Williams (46' Dalot), Pereira (61' Garner), Matić (75' Shoretire), Mata (61' James), Lingard (75' van de Beek), Elanga (61' Pellistri), Greenwood (75' Mejbri)                                                               |
| 7 sierpnia 2021, 13:45 Old Trafford 55 000 widzów | Manchester United                                                          | 4 – 0 | Everton                                | de Gea, Wan-Bissaka (60' Dalot), Lindelöf (60' Tuanzebe), Maguire (68' McTominay), Shaw (60' Williams), Matić (46' Fred), van de Beek (46' Pogba), Greenwood, Fernandes (60' Pereira), James (68' Garner), Martial (46' Mata)                                      |
| 7 sierpnia 2021, 13:45 Old Trafford 55 000 widzów | 8' Mason Greenwood 15' Harry Maguire 29' Bruno Fernandes 90+2' Diogo Dalot |       |                                        | de Gea, Wan-Bissaka (60' Dalot), Lindelöf (60' Tuanzebe), Maguire (68' McTominay), Shaw (60' Williams), Matić (46' Fred), van de Beek (46' Pogba), Greenwood, Fernandes (60' Pereira), James (68' Garner), Martial (46' Mata)                                      |

### Premier League
| Szczegóły meczu                                                     | Wynik                                                                                    | Wynik                                                                                | Wynik                                                               | Skład |
| ------------------------------------------------------------------- | ---------------------------------------------------------------------------------------- | ------------------------------------------------------------------------------------ | ------------------------------------------------------------------- | --- |
| 14 sierpnia 2021, 13:30 Old Trafford 72 732 widzów                  | Manchester United                                                                        | 5 – 1                                                                                | Leeds United                                                        | de Gea, Shaw, Maguire, Lindelöf, Wan-Bissaka, Fred, McTominay (69' Matić), James (74' Sancho), Fernandes, Pogba (74' Martial), Greenwood                        |
| 14 sierpnia 2021, 13:30 Old Trafford 72 732 widzów                  | 30' Bruno Fernandes 52' Mason Greenwood 54' Bruno Fernandes 60' Bruno Fernandes 68' Fred |                                                                                      | Luke Ayling 48'                                                     | de Gea, Shaw, Maguire, Lindelöf, Wan-Bissaka, Fred, McTominay (69' Matić), James (74' Sancho), Fernandes, Pogba (74' Martial), Greenwood                        |
| 22 sierpnia 2021, 15:00 St Mary’s Stadium 29 485 widzów             | Southampton                                                                              | 1 – 1                                                                                | Manchester United                                                   | de Gea, Wan-Bissaka, Lindelöf, Maguire, Shaw, Fred (76' McTominay), Matić (86' Lingard), Greenwood, Fernandes, Pogba, Martial (58' Sancho)                      |
| 22 sierpnia 2021, 15:00 St Mary’s Stadium 29 485 widzów             | 30' Fred (sam.)                                                                          |                                                                                      | Mason Greenwood 55'                                                 | de Gea, Wan-Bissaka, Lindelöf, Maguire, Shaw, Fred (76' McTominay), Matić (86' Lingard), Greenwood, Fernandes, Pogba, Martial (58' Sancho)                      |
| 29 sierpnia 2021, 17:30 Molineux Stadium 30 621 widzów              | Wolverhampton Wanderers                                                                  | 0 – 1                                                                                | Manchester United                                                   | de Gea, Wan-Bissaka, Varane, Maguire, Shaw, Fred, Pogba, Sancho (72' Martial), Fernandes, James (53' Cavani), Greenwood (89' Dalot)                             |
| 29 sierpnia 2021, 17:30 Molineux Stadium 30 621 widzów              |                                                                                          | Mason Greenwood 80'                                                                  |                                                                     | de Gea, Wan-Bissaka, Varane, Maguire, Shaw, Fred, Pogba, Sancho (72' Martial), Fernandes, James (53' Cavani), Greenwood (89' Dalot)                             |
| 11 września 2021, 16:00 Old Trafford 72 732 widzów                  | Manchester United                                                                        | 4 – 1                                                                                | Newcastle United                                                    | de Gea, Wan-Bissaka, Varane, Maguire, Shaw, Matić, Pogba, Sancho (66' Lingard), Fernandes (85' Martial), Greenwood (85' van de Beek), Ronaldo                   |
| 11 września 2021, 16:00 Old Trafford 72 732 widzów                  | 45+2' Cristiano Ronaldo 62' Cristiano Ronaldo 80' Bruno Fernandes 90+2' Jesse Lingard    |                                                                                      | Javier Manquillo 56'                                                | de Gea, Wan-Bissaka, Varane, Maguire, Shaw, Matić, Pogba, Sancho (66' Lingard), Fernandes (85' Martial), Greenwood (85' van de Beek), Ronaldo                   |
| 19 września 2021, 15:00 Stadion Olimpijski w Londynie 59 958 widzów | West Ham United                                                                          | 1 – 2                                                                                | Manchester United                                                   | de Gea, Wan-Bissaka, Varane, Maguire, Shaw, McTominay, Fred (88' Matić), Greenwood (73' Sancho), Fernandes, Pogba (73' Lingard), Ronaldo                        |
| 19 września 2021, 15:00 Stadion Olimpijski w Londynie 59 958 widzów | 30' Saïd Benrahma                                                                        |                                                                                      | Cristiano Ronaldo 35' Jesse Lingard 89'                             | de Gea, Wan-Bissaka, Varane, Maguire, Shaw, McTominay, Fred (88' Matić), Greenwood (73' Sancho), Fernandes, Pogba (73' Lingard), Ronaldo                        |
| 25 września 2021, 13:30 Old Trafford 72 922 widzów                  | Manchester United                                                                        | 0 – 1                                                                                | Aston Villa                                                         | de Gea, Wan-Bissaka, Varane, Maguire (66' Lindelöf), Shaw (35' Dalot), Fred, McTominay (82' Cavani), Greenwood, Fernandes, Pogba, Ronaldo                       |
| 25 września 2021, 13:30 Old Trafford 72 922 widzów                  |                                                                                          | Kortney Hause 88'                                                                    |                                                                     | de Gea, Wan-Bissaka, Varane, Maguire (66' Lindelöf), Shaw (35' Dalot), Fred, McTominay (82' Cavani), Greenwood, Fernandes, Pogba, Ronaldo                       |
| 2 października 2021, 13:30 Old Trafford 73 128 widzów               | Manchester United                                                                        | 1 – 1                                                                                | Everton                                                             | de Gea, Wan-Bissaka, Varane, Lindelöf, Shaw, McTominay, Fred (70' Pogba), Greenwood, Fernandes, Martial (56' Sancho), Cavani (56' Ronaldo)                      |
| 2 października 2021, 13:30 Old Trafford 73 128 widzów               | 43' Anthony Martial                                                                      |                                                                                      | Andros Townsend 65'                                                 | de Gea, Wan-Bissaka, Varane, Lindelöf, Shaw, McTominay, Fred (70' Pogba), Greenwood, Fernandes, Martial (56' Sancho), Cavani (56' Ronaldo)                      |
| 16 października 2021, 16:00 King Power Stadium 32 219 widzów        | Leicester City                                                                           | 4 – 2                                                                                | Manchester United                                                   | de Gea, Wan-Bissaka, Lindelöf, Maguire, Shaw, Pogba, Matić (80' McTominay), Greenwood (80' Lingard), Fernandes, Sancho (65' Rashford), Ronaldo                  |
| 16 października 2021, 16:00 King Power Stadium 32 219 widzów        | 31' Youri Tielemans 78' Çağlar Söyüncü 83' Jamie Vardy 90+1' Patson Daka                 |                                                                                      | Mason Greenwood 19' Marcus Rashford 82'                             | de Gea, Wan-Bissaka, Lindelöf, Maguire, Shaw, Pogba, Matić (80' McTominay), Greenwood (80' Lingard), Fernandes, Sancho (65' Rashford), Ronaldo                  |
| 24 października 2021, 17:30 Old Trafford 73 088 widzów              | Manchester United                                                                        | 0 – 5                                                                                | Liverpool                                                           | de Gea, Wan-Bissaka, Lindelöf, Maguire, Shaw, Fred, McTominay, Greenwood (46' Pogba), Fernandes (62' Cavani), Rashford (62' Dalot), Ronaldo                     |
| 24 października 2021, 17:30 Old Trafford 73 088 widzów              |                                                                                          | Naby Keïta 5' Diogo Jota 13' Mohamed Salah 38' Mohamed Salah 45+5' Mohamed Salah 50' |                                                                     | de Gea, Wan-Bissaka, Lindelöf, Maguire, Shaw, Fred, McTominay, Greenwood (46' Pogba), Fernandes (62' Cavani), Rashford (62' Dalot), Ronaldo                     |
| 30 października 2021, 18:30 Tottenham Hotspur Stadium 60 356 widzów | Tottenham Hotspur                                                                        | 0 – 3                                                                                | Manchester United                                                   | de Gea, Wan-Bissaka, Lindelöf, Varane, Maguire, Shaw, McTominay, Fred, Fernandes (76' Matić), Cavani (82' Lingard), Ronaldo (71' Rashford)                      |
| 30 października 2021, 18:30 Tottenham Hotspur Stadium 60 356 widzów |                                                                                          | Cristiano Ronaldo 39' Edinson Cavani 64' Marcus Rashford 86'                         |                                                                     | de Gea, Wan-Bissaka, Lindelöf, Varane, Maguire, Shaw, McTominay, Fred, Fernandes (76' Matić), Cavani (82' Lingard), Ronaldo (71' Rashford)                      |
| 6 listopada 2021, 13:30 Old Trafford 73 086 widzów                  | Manchester United                                                                        | 0 – 2                                                                                | Manchester City                                                     | de Gea, Wan-Bissaka, Bailly (46' Sancho), Lindelöf, Maguire, Shaw (73' Telles), Fred (80' van de Beek), McTominay, Fernandes, Ronaldo, Greenwood (66' Rashford) |
| 6 listopada 2021, 13:30 Old Trafford 73 086 widzów                  |                                                                                          | Eric Bailly 7' (sam.) Bernardo Silva 45'                                             |                                                                     | de Gea, Wan-Bissaka, Bailly (46' Sancho), Lindelöf, Maguire, Shaw (73' Telles), Fred (80' van de Beek), McTominay, Fernandes, Ronaldo, Greenwood (66' Rashford) |
| 20 listopada 2021, 16:00 Vicarage Road 21 087 widzów                | Watford                                                                                  | 4 – 1                                                                                | Manchester United                                                   | de Gea, Wan-Bissaka, Lindelöf, Maguire, Shaw (84' Dalot), McTominay (46' van de Beek), Matić, Sancho (90' Lingard), Fernandes, Rashford (46' Martial), Ronaldo  |
| 20 listopada 2021, 16:00 Vicarage Road 21 087 widzów                | 28' Joshua King 44' Ismaïla Sarr 90+2' João Pedro Junqueira Jesus 90+6' Emmanuel Dennis  |                                                                                      | Donny van de Beek 50'                                               | de Gea, Wan-Bissaka, Lindelöf, Maguire, Shaw (84' Dalot), McTominay (46' van de Beek), Matić, Sancho (90' Lingard), Fernandes, Rashford (46' Martial), Ronaldo  |
| 28 listopada 2021, 17:30 Stamford Bridge 40 041 widzów              | Chelsea                                                                                  | 1 – 1                                                                                | Manchester United                                                   | de Gea, Wan-Bissaka, Lindelöf, Bailly, Telles, Fred, Matić, McTominay, Fernandes (89' van de Beek), Rashford (77' Lingard), Sancho (64' Ronaldo)                |
| 28 listopada 2021, 17:30 Stamford Bridge 40 041 widzów              | 69' Jorginho (r.k.)                                                                      |                                                                                      | Jadon Sancho 50'                                                    | de Gea, Wan-Bissaka, Lindelöf, Bailly, Telles, Fred, Matić, McTominay, Fernandes (89' van de Beek), Rashford (77' Lingard), Sancho (64' Ronaldo)                |
| 2 grudnia 2021, 21:15 Old Trafford 73 123 widzów                    | Manchester United                                                                        | 3 – 2                                                                                | Arsenal                                                             | de Gea, Dalot, Lindelöf, Maguire, Telles, McTominay, Fred, Sancho, Fernandes (90' van de Beek), Rashford (79' Lingard), Ronaldo (88' Martial)                   |
| 2 grudnia 2021, 21:15 Old Trafford 73 123 widzów                    | 44' Bruno Fernandes 52' Cristiano Ronaldo 70' Cristiano Ronaldo (r.k.)                   |                                                                                      | Emile Smith Rowe 13' Martin Ødegaard 54'                            | de Gea, Dalot, Lindelöf, Maguire, Telles, McTominay, Fred, Sancho, Fernandes (90' van de Beek), Rashford (79' Lingard), Ronaldo (88' Martial)                   |
| 5 grudnia 2021, 15:00 Old Trafford 73 172 widzów                    | Manchester United                                                                        | 1 – 0                                                                                | Crystal Palace                                                      | de Gea, Dalot, Lindelöf, Maguire, Telles, McTominay, Fred, Sancho (62' Greenwood), Fernandes (86' van de Beek), Rashford (76' Elanga), Ronaldo                  |
| 5 grudnia 2021, 15:00 Old Trafford 73 172 widzów                    | 77' Fred                                                                                 |                                                                                      |                                                                     | de Gea, Dalot, Lindelöf, Maguire, Telles, McTominay, Fred, Sancho (62' Greenwood), Fernandes (86' van de Beek), Rashford (76' Elanga), Ronaldo                  |
| 11 grudnia 2021, 17:30 Carrow Road 27 606 widzów                    | Norwich City                                                                             | 0 – 1                                                                                | Manchester United                                                   | de Gea, Dalot, Lindelöf (74' Bailly), Maguire, Telles, McTominay, Fred, Sancho (67' Greenwood), Fernandes (88' van de Beek), Rashford, Ronaldo                  |
| 11 grudnia 2021, 17:30 Carrow Road 27 606 widzów                    |                                                                                          | Cristiano Ronaldo 75' (r.k.)                                                         |                                                                     | de Gea, Dalot, Lindelöf (74' Bailly), Maguire, Telles, McTominay, Fred, Sancho (67' Greenwood), Fernandes (88' van de Beek), Rashford, Ronaldo                  |
| 27 grudnia 2021, 21:00 St James’ Park 52 178 widzów                 | Newcastle United                                                                         | 1 – 1                                                                                | Manchester United                                                   | de Gea, Dalot, Varane, Maguire, Telles, McTominay (78' Matić), Fred (46' Sancho), Fernandes, Rashford, Greenwood (46' Cavani), Ronaldo                          |
| 27 grudnia 2021, 21:00 St James’ Park 52 178 widzów                 | 7' Allan Saint-Maximin                                                                   |                                                                                      | Edinson Cavani 71'                                                  | de Gea, Dalot, Varane, Maguire, Telles, McTominay (78' Matić), Fred (46' Sancho), Fernandes, Rashford, Greenwood (46' Cavani), Ronaldo                          |
| 30 grudnia 2021, 21:15 Old Trafford 73 121 widzów                   | Manchester United                                                                        | 3 – 1                                                                                | Burnley                                                             | de Gea, Wan-Bissaka, Bailly (66' Varane), Maguire, Shaw, Matić, McTominay, Greenwood (81' Dalot), Sancho, Cavani, Ronaldo (90' Fred)                            |
| 30 grudnia 2021, 21:15 Old Trafford 73 121 widzów                   | 8' Scott McTominay 27' Ben Mee (sam.) 35' Cristiano Ronaldo                              |                                                                                      | Aaron Lennon 38'                                                    | de Gea, Wan-Bissaka, Bailly (66' Varane), Maguire, Shaw, Matić, McTominay, Greenwood (81' Dalot), Sancho, Cavani, Ronaldo (90' Fred)                            |
| 3 stycznia 2022, 18:30 Old Trafford 73 045 widzów                   | Manchester United                                                                        | 0 – 1                                                                                | Wolverhampton Wanderers                                             | de Gea, Wan-Bissaka (84' Elanga), Varane, Jones, Shaw, McTominay, Matić, Greenwood (60' Fernandes), Sancho (76' Rashford), Ronaldo, Cavani                      |
| 3 stycznia 2022, 18:30 Old Trafford 73 045 widzów                   |                                                                                          | João Moutinho 82'                                                                    |                                                                     | de Gea, Wan-Bissaka (84' Elanga), Varane, Jones, Shaw, McTominay, Matić, Greenwood (60' Fernandes), Sancho (76' Rashford), Ronaldo, Cavani                      |
| 15 stycznia 2022, 18:30 Villa Park 41 968 widzów                    | Aston Villa                                                                              | 2 – 2                                                                                | Manchester United                                                   | de Gea, Dalot, Lindelöf, Varane, Telles, Matić, Fred, Greenwood (89' Lingard), Fernandes (89' van de Beek), Elanga (78' Sancho), Cavani                         |
| 15 stycznia 2022, 18:30 Villa Park 41 968 widzów                    | 77' Jacob Ramsey 81' Philippe Coutinho                                                   |                                                                                      | Bruno Fernandes 6' Bruno Fernandes 67'                              | de Gea, Dalot, Lindelöf, Varane, Telles, Matić, Fred, Greenwood (89' Lingard), Fernandes (89' van de Beek), Elanga (78' Sancho), Cavani                         |
| 19 stycznia 2022, 21:00 Brentford Community Stadium 17 094 widzów   | Brentford                                                                                | 1 – 3                                                                                | Manchester United                                                   | de Gea, Dalot, Lindelöf, Varane, Telles, McTominay (85' Matić), Fred, Greenwood (71' Rashford), Fernandes, Elanga, Ronaldo (71' Maguire)                        |
| 19 stycznia 2022, 21:00 Brentford Community Stadium 17 094 widzów   | 85' Ivan Toney                                                                           |                                                                                      | Anthony Elanga 55' Mason Greenwood 62' Marcus Rashford 77'          | de Gea, Dalot, Lindelöf, Varane, Telles, McTominay (85' Matić), Fred, Greenwood (71' Rashford), Fernandes, Elanga, Ronaldo (71' Maguire)                        |
| 22 stycznia 2022, 16:00 Old Trafford 73 130 widzów                  | Manchester United                                                                        | 1 – 0                                                                                | West Ham United                                                     | de Gea, Dalot, Maguire, Varane, Telles, Fred (82' Cavani), McTominay, Fernandes, Greenwood (82' Martial), Ronaldo, Elanga (62' Rashford)                        |
| 22 stycznia 2022, 16:00 Old Trafford 73 130 widzów                  | 90+3' Marcus Rashford                                                                    |                                                                                      |                                                                     | de Gea, Dalot, Maguire, Varane, Telles, Fred (82' Cavani), McTominay, Fernandes, Greenwood (82' Martial), Ronaldo, Elanga (62' Rashford)                        |
| 8 lutego 2022, 21:00 Turf Moor 21 233 widzów                        | Burnley                                                                                  | 1 – 1                                                                                | Manchester United                                                   | de Gea, Dalot, Varane, Maguire, Shaw, Pogba, McTominay (80' Lingard), Fernandes, Sancho, Cavani (68' Ronaldo), Rashford (85' Elanga)                            |
| 8 lutego 2022, 21:00 Turf Moor 21 233 widzów                        | 47' Jay Rodriguez                                                                        |                                                                                      | Paul Pogba 18'                                                      | de Gea, Dalot, Varane, Maguire, Shaw, Pogba, McTominay (80' Lingard), Fernandes, Sancho, Cavani (68' Ronaldo), Rashford (85' Elanga)                            |
| 12 lutego 2022, 13:30 Old Trafford 73 084 widzów                    | Manchester United                                                                        | 1 – 1                                                                                | Southampton                                                         | de Gea, Dalot, Varane, Maguire, Shaw, McTominay (75' Elanga), Pogba, Fernandes, Sancho, Ronaldo, Rashford (82' Lingard)                                         |
| 12 lutego 2022, 13:30 Old Trafford 73 084 widzów                    | 21' Jadon Sancho                                                                         |                                                                                      | Che Adams 48'                                                       | de Gea, Dalot, Varane, Maguire, Shaw, McTominay (75' Elanga), Pogba, Fernandes, Sancho, Ronaldo, Rashford (82' Lingard)                                         |
| 15 lutego 2022, 21:15 Old Trafford 73 012 widzów                    | Manchester United                                                                        | 2 – 0                                                                                | Brighton & Hove Albion                                              | de Gea, Dalot, Lindelöf, Maguire, Shaw, McTominay, Fred (73' Pogba), Sancho (79' Telles), Fernandes, Elanga (79' Rashford), Ronaldo                             |
| 15 lutego 2022, 21:15 Old Trafford 73 012 widzów                    | 51' Cristiano Ronaldo 90+7' Bruno Fernandes                                              |                                                                                      |                                                                     | de Gea, Dalot, Lindelöf, Maguire, Shaw, McTominay, Fred (73' Pogba), Sancho (79' Telles), Fernandes, Elanga (79' Rashford), Ronaldo                             |
| 20 lutego 2022, 15:00 Elland Road 36 715 widzów                     | Leeds United                                                                             | 2 – 4                                                                                | Manchester United                                                   | de Gea, Wan-Bissaka, Lindelöf, Maguire, Shaw, McTominay, Pogba (66' Fred), Lingard (66' Elanga), Fernandes, Sancho, Ronaldo (85' Varane)                        |
| 20 lutego 2022, 15:00 Elland Road 36 715 widzów                     | 53' Rodrigo Moreno 54' Raphinha                                                          |                                                                                      | Harry Maguire 34' Bruno Fernandes 45+5' Fred 70' Anthony Elanga 88' | de Gea, Wan-Bissaka, Lindelöf, Maguire, Shaw, McTominay, Pogba (66' Fred), Lingard (66' Elanga), Fernandes, Sancho, Ronaldo (85' Varane)                        |
| 26 lutego 2022, 16:00 Old Trafford 73 152 widzów                    | Manchester United                                                                        | 0 – 0                                                                                | Watford                                                             | de Gea, Wan-Bissaka, Lindelöf, Varane, Telles (73' Shaw), Fred (62' Sancho), Matić (73' Rashford), Elanga, Fernandes, Pogba, Ronaldo                            |
| 26 lutego 2022, 16:00 Old Trafford 73 152 widzów                    |                                                                                          |                                                                                      |                                                                     | de Gea, Wan-Bissaka, Lindelöf, Varane, Telles (73' Shaw), Fred (62' Sancho), Matić (73' Rashford), Elanga, Fernandes, Pogba, Ronaldo                            |
| 6 marca 2022, 17:30 Etihad Stadium 53 165 widzów                    | Manchester City                                                                          | 4 – 1                                                                                | Manchester United                                                   | de Gea, Wan-Bissaka, Lindelöf, Maguire, Telles, McTominay, Fred, Sancho, Pogba (64' Rashford), Elanga (64' Lingard), Fernandes                                  |
| 6 marca 2022, 17:30 Etihad Stadium 53 165 widzów                    | 5' Kevin De Bruyne 28' Kevin De Bruyne 68' Riyad Mahrez 90+1' Riyad Mahrez               |                                                                                      | Jadon Sancho 22'                                                    | de Gea, Wan-Bissaka, Lindelöf, Maguire, Telles, McTominay, Fred, Sancho, Pogba (64' Rashford), Elanga (64' Lingard), Fernandes                                  |
| 12 marca 2022, 18:30 Old Trafford 73 458 widzów                     | Manchester United                                                                        | 3 – 2                                                                                | Tottenham Hotspur                                                   | de Gea, Dalot, Maguire, Varane, Telles, Matić (79' Cavani), Fred, Sancho, Pogba, Rashford (68' Elanga), Ronaldo (83' Lindelöf)                                  |
| 12 marca 2022, 18:30 Old Trafford 73 458 widzów                     | 12' Cristiano Ronaldo 38' Cristiano Ronaldo 81' Cristiano Ronaldo                        |                                                                                      | Harry Kane 35' (r.k.) Harry Maguire 72' (sam.)                      | de Gea, Dalot, Maguire, Varane, Telles, Matić (79' Cavani), Fred, Sancho, Pogba, Rashford (68' Elanga), Ronaldo (83' Lindelöf)                                  |
| 2 kwietnia 2022, 18:30 Old Trafford 73 444 widzów                   | Manchester United                                                                        | 1 – 1                                                                                | Leicester City                                                      | de Gea, Dalot, Varane, Maguire, Shaw (46' Telles), Fred, McTominay (55' Rashford), Elanga, Pogba (75' Matić), Sancho, Fernandes                                 |
| 2 kwietnia 2022, 18:30 Old Trafford 73 444 widzów                   | 66' Fred                                                                                 |                                                                                      | Kelechi Iheanacho 63'                                               | de Gea, Dalot, Varane, Maguire, Shaw (46' Telles), Fred, McTominay (55' Rashford), Elanga, Pogba (75' Matić), Sancho, Fernandes                                 |
| 9 kwietnia 2022, 13:30 Goodison Park 39 080 widzów                  | Everton                                                                                  | 1 – 0                                                                                | Manchester United                                                   | de Gea, Wan-Bissaka, Lindelöf, Maguire, Telles, Matić (64' Mata), Fred (36' Pogba), Rashford (64' Elanga), Fernandes, Sancho, Ronaldo                           |
| 9 kwietnia 2022, 13:30 Goodison Park 39 080 widzów                  | 27' Anthony Gordon                                                                       |                                                                                      |                                                                     | de Gea, Wan-Bissaka, Lindelöf, Maguire, Telles, Matić (64' Mata), Fred (36' Pogba), Rashford (64' Elanga), Fernandes, Sancho, Ronaldo                           |
| 16 kwietnia 2022, 16:00 Old Trafford 73 381 widzów                  | Manchester United                                                                        | 3 – 2                                                                                | Norwich City                                                        | de Gea, Dalot, Lindelöf, Maguire, Telles (74' Mata), Fernandes, Pogba (74' Rashford), Lingard (64' Matić), Elanga, Ronaldo, Sancho                              |
| 16 kwietnia 2022, 16:00 Old Trafford 73 381 widzów                  | 7' Cristiano Ronaldo 32' Cristiano Ronaldo 76' Cristiano Ronaldo                         |                                                                                      | Kieran Dowell 45+1' Teemu Pukki 52'                                 | de Gea, Dalot, Lindelöf, Maguire, Telles (74' Mata), Fernandes, Pogba (74' Rashford), Lingard (64' Matić), Elanga, Ronaldo, Sancho                              |
| 19 kwietnia 2022, 21:00 Anfield 52 686 widzów                       | Liverpool                                                                                | 4 – 0                                                                                | Manchester United                                                   | de Gea, Wan-Bissaka, Jones (46' Sancho), Lindelöf, Maguire, Dalot, Pogba (10' Lingard), Matić, Fernandes, Elanga (83' Mejbri), Rashford                         |
| 19 kwietnia 2022, 21:00 Anfield 52 686 widzów                       | 5' Luis Díaz 22' Mohamed Salah 68' Sadio Mané 85' Mohamed Salah                          |                                                                                      |                                                                     | de Gea, Wan-Bissaka, Jones (46' Sancho), Lindelöf, Maguire, Dalot, Pogba (10' Lingard), Matić, Fernandes, Elanga (83' Mejbri), Rashford                         |
| 23 kwietnia 2022, 13:30 Emirates Stadium 60 223 widzów              | Arsenal                                                                                  | 3 – 1                                                                                | Manchester United                                                   | de Gea, Dalot, Lindelöf, Varane, Telles, McTominay, Matić (77' Lingard), Elanga (77' Rashford), Fernandes (83' Mata), Sancho, Ronaldo                           |
| 23 kwietnia 2022, 13:30 Emirates Stadium 60 223 widzów              | 3' Nuno Tavares 32' Bukayo Saka (r.k.) 70' Granit Xhaka                                  |                                                                                      | Cristiano Ronaldo 34'                                               | de Gea, Dalot, Lindelöf, Varane, Telles, McTominay, Matić (77' Lingard), Elanga (77' Rashford), Fernandes (83' Mata), Sancho, Ronaldo                           |
| 28 kwietnia 2022, 20:45 Old Trafford 73 564 widzów                  | Manchester United                                                                        | 1 – 1                                                                                | Chelsea                                                             | de Gea, Dalot, Lindelöf, Varane, Telles, McTominay, Matić (79' Jones), Elanga (90' Garnacho), Fernandes, Rashford (79' Mata), Ronaldo                           |
| 28 kwietnia 2022, 20:45 Old Trafford 73 564 widzów                  | 62' Cristiano Ronaldo                                                                    |                                                                                      | Marcos Alonso Mendoza 60'                                           | de Gea, Dalot, Lindelöf, Varane, Telles, McTominay, Matić (79' Jones), Elanga (90' Garnacho), Fernandes, Rashford (79' Mata), Ronaldo                           |
| 2 maja 2022, 21:00 Old Trafford 73 482 widzów                       | Manchester United                                                                        | 3 – 0                                                                                | Brentford                                                           | de Gea, Dalot, Lindelöf, Varane, Telles, McTominay, Matić (71' Fred), Elanga (75' Cavani), Fernandes, Mata (75' Jones), Ronaldo                                 |
| 2 maja 2022, 21:00 Old Trafford 73 482 widzów                       | 9' Bruno Fernandes 61' Cristiano Ronaldo (r.k.) 71' Raphaël Varane                       |                                                                                      |                                                                     | de Gea, Dalot, Lindelöf, Varane, Telles, McTominay, Matić (71' Fred), Elanga (75' Cavani), Fernandes, Mata (75' Jones), Ronaldo                                 |
| 7 maja 2022, 18:30 Amex Stadium 31 637 widzów                       | Brighton & Hove Albion                                                                   | 4 – 0                                                                                | Manchester United                                                   | de Gea, Dalot, Lindelöf, Varane, Telles, McTominay, Matić (46' Cavani), Elanga (46' Fred), Mata (70' Maguire), Fernandes, Ronaldo                               |
| 7 maja 2022, 18:30 Amex Stadium 31 637 widzów                       | 15' Moisés Caicedo 49' Marc Cucurella 57' Pascal Groß 60' Leandro Trossard               |                                                                                      |                                                                     | de Gea, Dalot, Lindelöf, Varane, Telles, McTominay, Matić (46' Cavani), Elanga (46' Fred), Mata (70' Maguire), Fernandes, Ronaldo                               |
| 22 maja 2022, 17:00 Selhurst Park 25 434 widzów                     | Crystal Palace                                                                           | 1 – 0                                                                                | Manchester United                                                   | de Gea, Dalot (79' Garnacho), Lindelöf, Maguire, Telles, McTominay, Fred (75' Shoretire), Elanga, Fernandes, Mejbri (62' Mata), Cavani                          |
| 22 maja 2022, 17:00 Selhurst Park 25 434 widzów                     | 37' Wilfried Zaha                                                                        |                                                                                      |                                                                     | de Gea, Dalot (79' Garnacho), Lindelöf, Maguire, Telles, McTominay, Fred (75' Shoretire), Elanga, Fernandes, Mejbri (62' Mata), Cavani                          |

| Kolejka  | 1 | 2 | 3 | 4 | 5 | 6 | 7 | 8 | 9 | 10 | 11 | 12 | 13 | 14 | 15 | 16 | 17 | 18 | 19 | 20 | 21 | 22 | 23 | 24 | 25 | 26 | 27 | 28 | 29 | 30 | 31 | 32 | 33 | 34 | 35 | 36 | 37 | 38 |
| Rezultat | W | R | W | W | W | P | R | P | P | W  | P  | P  | R  | W  | W  | W  | R  | W  | P  | R  | W  | W  | R  | R  | W  | W  | R  | P  | W  | R  | P  | W  | P  | P  | R  | W  | P  | P  |
| Miejsce  | 1 | 6 | 3 | 1 | 3 | 4 | 4 | 6 | 7 | 5  | 6  | 8  | 8  | 7  | 6  | 6  | 7  | 6  | 7  | 7  | 7  | 5  | 5  | 6  | 5  | 5  | 5  | 6  | 6  | 6  | 7  | 6  | 6  | 6  | 6  | 6  | 6  | 6  |

| Poz | Klub              | M  | W  | R  | P  | G+ | G- | +/− | Pkt |
| --- | ----------------- | -- | -- | -- | -- | -- | -- | --- | --- |
| 5   | Arsenal           | 38 | 22 | 3  | 13 | 61 | 48 | +13 | 69  |
| 6   | Manchester United | 38 | 16 | 10 | 12 | 57 | 57 | 0   | 58  |
| 7   | West Ham United   | 38 | 16 | 8  | 14 | 60 | 51 | +9  | 56  |

### Puchar Anglii
| Szczegóły meczu                                              | Wynik              | Wynik               | Wynik           | Skład |
| ------------------------------------------------------------ | ------------------ | ------------------- | --------------- | --- |
| 10 stycznia 2022, 20:55 Old Trafford 72 911 widzów, 3. runda | Manchester United  | 1 – 0               | Aston Villa     | de Gea, Dalot, Lindelöf, Varane, Shaw, McTominay, Fred, Greenwood, Fernandes (85' Lingard), Cavani (72' van de Beek), Rashford (85' Elanga)     |
| 10 stycznia 2022, 20:55 Old Trafford 72 911 widzów, 3. runda | 8' Scott McTominay |                     |                 | de Gea, Dalot, Lindelöf, Varane, Shaw, McTominay, Fred, Greenwood, Fernandes (85' Lingard), Cavani (72' van de Beek), Rashford (85' Elanga)     |
| 4 lutego 2022, 21:00 Old Trafford 71 871 widzów, 4. runda    | Manchester United  | 1 – 1 (7-8 po r.k.) | Middlesbrough   | Henderson, Dalot, Varane (90' Jones), Maguire, Shaw, McTominay, Fernandes, Pogba (82' Fred), Sancho (100' Mata), Ronaldo, Rashford (82' Elanga) |
| 4 lutego 2022, 21:00 Old Trafford 71 871 widzów, 4. runda    | 25' Jadon Sancho   |                     | Matt Crooks 64' | Henderson, Dalot, Varane (90' Jones), Maguire, Shaw, McTominay, Fernandes, Pogba (82' Fred), Sancho (100' Mata), Ronaldo, Rashford (82' Elanga) |

### Puchar Ligi
| Szczegóły meczu                                              | Wynik             | Wynik             | Wynik           | Skład |
| ------------------------------------------------------------ | ----------------- | ----------------- | --------------- | --- |
| 22 września 2021, 20:45 Old Trafford 72 658 widzów, 3. runda | Manchester United | 0 – 1             | West Ham United | Henderson, Dalot, Lindelöf, Bailly, Telles (72' Elanga), van de Beek, Matić, Sancho, Lingard (72' Fernandes), Mata (62' Greenwood), Martial |
| 22 września 2021, 20:45 Old Trafford 72 658 widzów, 3. runda |                   | Manuel Lanzini 9' |                 | Henderson, Dalot, Lindelöf, Bailly, Telles (72' Elanga), van de Beek, Matić, Sancho, Lingard (72' Fernandes), Mata (62' Greenwood), Martial |

### Liga Mistrzów
| Szczegóły meczu                                                      | Wynik                                                       | Wynik                                  | Wynik                                           | Skład |
| -------------------------------------------------------------------- | ----------------------------------------------------------- | -------------------------------------- | ----------------------------------------------- | --- |
| 14 września 2021, 18:45 Stade de Suisse Wankdorf 31 120 widzów       | BSC Young Boys                                              | 2 – 1                                  | Manchester United                               | de Gea, Wan-Bissaka, Lindelöf, Maguire, Shaw, van de Beek (46' Varane), Fred (89' Martial), Sancho (37' Dalot), Fernandes (72' Matić), Pogba, Ronaldo (72' Lingard)        |
| 14 września 2021, 18:45 Stade de Suisse Wankdorf 31 120 widzów       | 66' Moumi Ngamaleu 90+5' Jordan Siebatcheu                  |                                        | Cristiano Ronaldo 13'                           | de Gea, Wan-Bissaka, Lindelöf, Maguire, Shaw, van de Beek (46' Varane), Fred (89' Martial), Sancho (37' Dalot), Fernandes (72' Matić), Pogba, Ronaldo (72' Lingard)        |
| 29 września 2021, 21:00 Old Trafford 73 130 widzów                   | Manchester United                                           | 2 – 1                                  | Villarreal CF                                   | de Gea, Dalot, Lindelöf, Varane, Telles (89' Fred), McTominay, Pogba (74' Cavani), Greenwood (89' Lingard), Fernandes, Sancho (74' Matić), Ronaldo                         |
| 29 września 2021, 21:00 Old Trafford 73 130 widzów                   | 60' Alex Telles 90+5' Cristiano Ronaldo                     |                                        | Paco Alcácer 53'                                | de Gea, Dalot, Lindelöf, Varane, Telles (89' Fred), McTominay, Pogba (74' Cavani), Greenwood (89' Lingard), Fernandes, Sancho (74' Matić), Ronaldo                         |
| 20 października 2021, 21:00 Old Trafford 72 279 widzów               | Manchester United                                           | 3 – 2                                  | Atalanta                                        | de Gea, Wan-Bissaka, Lindelöf, Maguire, Shaw, Fred (87' Matić), McTominay (66' Pogba), Greenwood (72' Sancho), Fernandes, Rashford (66' Cavani), Ronaldo                   |
| 20 października 2021, 21:00 Old Trafford 72 279 widzów               | 53' Marcus Rashford 75' Harry Maguire 81' Cristiano Ronaldo |                                        | Mario Pašalić 15' Merih Demiral 29'             | de Gea, Wan-Bissaka, Lindelöf, Maguire, Shaw, Fred (87' Matić), McTominay (66' Pogba), Greenwood (72' Sancho), Fernandes, Rashford (66' Cavani), Ronaldo                   |
| 2 listopada 2021, 21:00 Stadio Atleti Azzurri d’Italia 14 443 widzów | Atalanta                                                    | 2 – 2                                  | Manchester United                               | de Gea, Wan-Bissaka, Bailly, Varane (38' Greenwood), Maguire, Shaw, McTominay (87' van de Beek), Pogba (68' Matić), Fernandes (87' Sancho), Rashford (68' Cavani), Ronaldo |
| 2 listopada 2021, 21:00 Stadio Atleti Azzurri d’Italia 14 443 widzów | 12' Josip Iličić 56' Duván Zapata                           |                                        | Cristiano Ronaldo 45+1' Cristiano Ronaldo 90+1' | de Gea, Wan-Bissaka, Bailly, Varane (38' Greenwood), Maguire, Shaw, McTominay (87' van de Beek), Pogba (68' Matić), Fernandes (87' Sancho), Rashford (68' Cavani), Ronaldo |
| 23 listopada 2021, 18:45 Estadio de la Cerámica 20 875 widzów        | Villarreal CF                                               | 0 – 2                                  | Manchester United                               | de Gea, Wan-Bissaka, Lindelöf, Maguire, Telles, McTominay, Fred, Sancho (90' Mata), van de Beek (66' Fernandes), Martial (66' Rashford), Ronaldo (90' Matić)               |
| 23 listopada 2021, 18:45 Estadio de la Cerámica 20 875 widzów        |                                                             | Cristiano Ronaldo 78' Jadon Sancho 90' |                                                 | de Gea, Wan-Bissaka, Lindelöf, Maguire, Telles, McTominay, Fred, Sancho (90' Mata), van de Beek (66' Fernandes), Martial (66' Rashford), Ronaldo (90' Matić)               |
| 8 grudnia 2021, 21:00 Old Trafford 73 156 widzów                     | Manchester United                                           | 1 – 1                                  | BSC Young Boys                                  | Henderson (67' Heaton), Wan-Bissaka, Bailly, Matić, Shaw (61' Mengi), van de Beek, Mata (89' Savage), Diallo (67' Shoretire), Lingard (89' Iqbal), Greenwood, Elanga       |
| 8 grudnia 2021, 21:00 Old Trafford 73 156 widzów                     | 9' Mason Greenwood                                          |                                        | Fabian Rieder 42'                               | Henderson (67' Heaton), Wan-Bissaka, Bailly, Matić, Shaw (61' Mengi), van de Beek, Mata (89' Savage), Diallo (67' Shoretire), Lingard (89' Iqbal), Greenwood, Elanga       |

| Drużyna           | M | W | R | P | G+ | G- | +/− | Pkt |
| ----------------- | - | - | - | - | -- | -- | --- | --- |
| Manchester United | 6 | 3 | 2 | 1 | 11 | 8  | +3  | 11  |
| Villarreal CF     | 6 | 3 | 1 | 2 | 12 | 9  | +3  | 10  |
| Atalanta          | 6 | 1 | 3 | 2 | 12 | 13 | -1  | 6   |
| BSC Young Boys    | 6 | 1 | 2 | 3 | 7  | 12 | -5  | 5   |

| Szczegóły meczu                                                                   | Wynik             | Wynik          | Wynik              | Skład |
| --------------------------------------------------------------------------------- | ----------------- | -------------- | ------------------ | --- |
| 23 lutego 2022, 21:00 Wanda Metropolitano 1/8 finału, pierwszy mecz 63 273 widzów | Atlético Madryt   | 1 – 1          | Manchester United  | de Gea, Shaw (66' Telles), Maguire, Varane, Lindelöf (66' Wan-Bissaka), Pogba (66' Matić), Fred, Sancho (82' Lingard), Fernandes, Rashford (75' Elanga), Ronaldo |
| 23 lutego 2022, 21:00 Wanda Metropolitano 1/8 finału, pierwszy mecz 63 273 widzów | 7' João Félix     |                | Anthony Elanga 80' | de Gea, Shaw (66' Telles), Maguire, Varane, Lindelöf (66' Wan-Bissaka), Pogba (66' Matić), Fred, Sancho (82' Lingard), Fernandes, Rashford (75' Elanga), Ronaldo |
| 15 marca 2022, 21:00 Old Trafford 1/8 finału, drugi mecz 73 008 widzów            | Manchester United | 0 – 1          | Atlético Madryt    | de Gea, Dalot, Varane, Maguire (84' Mata), Telles, McTominay (67' Matić), Fred (75' Cavani), Elanga (67' Rashford), Fernandes (67' Pogba), Sancho, Ronaldo       |
| 15 marca 2022, 21:00 Old Trafford 1/8 finału, drugi mecz 73 008 widzów            |                   | Renan Lodi 41' |                    | de Gea, Dalot, Varane, Maguire (84' Mata), Telles, McTominay (67' Matić), Fred (75' Cavani), Elanga (67' Rashford), Fernandes (67' Pogba), Sancho, Ronaldo       |

## Transfery
Przyszli
| Data       | Piłkarz           | Pozycja   | Klub              |
| ---------- | ----------------- | --------- | ----------------- |
| 02/07/2021 | Juan Mata         | Pomocnik  | Wolny agent       |
| 02/07/2021 | Tom Heaton        | Bramkarz  | Wolny agent       |
| 02/07/2021 | Lee Grant         | Bramkarz  | Wolny agent       |
| 23/07/2021 | Jadon Sancho      | Pomocnik  | Borussia Dortmund |
| 14/08/2021 | Raphaël Varane    | Obrońca   | Real Madryt       |
| 31/08/2021 | Cristiano Ronaldo | Napastnik | Juventus          |

Odeszli
| Data       | Piłkarz             | Pozycja  | Klub         |
| ---------- | ------------------- | -------- | ------------ |
| 01/07/2021 | Joel Castro Pereira | Bramkarz | Wolny agent  |
| 01/07/2021 | Sergio Romero       | Bramkarz | Wolny agent  |
| 01/07/2021 | Juan Mata           | Pomocnik | Wolny agent  |
| 01/07/2021 | Lee Grant           | Bramkarz | Wolny agent  |
| 31/08/2021 | Daniel James        | Pomocnik | Leeds United |